# Bécancour (municipalité régionale de comté)
Pour les articles homonymes, voir Bécancour (homonymie).
Bécancour est une municipalité régionale de comté (MRC) canadienne du Québec, située dans la région administrative du Centre-du-Québec. Elle est composée de 12 municipalités. Son chef-lieu est Bécancour. Son préfet est Mario Lyonnais, qui cumule aussi le poste de maire de Sainte-Françoise.

## Histoire
La MRC de Bécancour a été créée le 1er janvier 1982.

## Géographie

### Entités territoriales
La MRC est constituée de douze municipalités locales. Son territoire inclut aussi une réserve indienne qui n'en fait pas juridiquement partie.
| Nom                            | Statut                   | Population 2021 | Superficie (km2) | Densité (h/km2) | Ref. |
| ------------------------------ | ------------------------ | --------------- | ---------------- | --------------- | ---- |
| Bécancour                      | Ville                    | 13 561          | 494,6            | 27,42           |      |
| Deschaillons-sur-Saint-Laurent | Municipalité             | 906             | 36,59            | 24,76           |      |
| Fortierville                   | Municipalité             | 660             | 44,4             | 14,86           |      |
| Lemieux (Québec)               | Municipalité             | 292             | 74,2             | 3,94            |      |
| Manseau                        | Municipalité             | 807             | 107,3            | 7,52            |      |
| Parisville                     | Municipalité de paroisse | 396             | 35,54            | 11,14           |      |
| Saint-Pierre-les-Becquets      | Municipalité             | 1 183           | 65,1             | 18,17           |      |
| Saint-Sylvère                  | Municipalité             | 786             | 87               | 9,03            |      |
| Sainte-Cécile-de-Lévrard       | Municipalité de paroisse | 349             | 32,2             | 10,84           |      |
| Sainte-Marie-de-Blandford      | Municipalité             | 443             | 69,5             | 6,37            |      |
| Sainte-Sophie-de-Lévrard       | Municipalité de paroisse | 704             | 82,1             | 8,57            |      |
| Sainte‐Françoise               | Municipalité             | 383             | 87,3             | 4,39            |      |
| Wôlinak                        | Réserve indienne         | 235             | 0,75             | 313,33          |      |
| Total                          | Total                    | 20 748          | 1 231,3          | 16,85           |      |

## Démographie
| 2001   | 2006   | 2011   | 2016   | 2021   |
| ------ | ------ | ------ | ------ | ------ |
| 19 088 | 18 806 | 20 081 | 20 404 | 20 748 |

## Administration
| Période                                  | Période  | Identité         | Étiquette                          | Qualité     |
| ---------------------------------------- | -------- | ---------------- | ---------------------------------- | ----------- |
| 1982                                     | 1986     | Bernard Demers   | Maire de Sainte-Cécile-de-Lévrard  |             |
| 1986                                     | 1989     | Claude Soucy     | Maire de Manseau                   |             |
| 1989                                     | 1991     | Roland Laquerre  | Maire de Parisville                | Excavateur  |
| 1991                                     | 1996     | Gaston Desfossés | Maire de Saint-Pierre-les-Becquets | Comptable   |
| 1996                                     | 2013     | Maurice Richard  | Maire de Bécancour                 | Commerçant  |
| 2013                                     | En cours | Mario Lyonnais   | Maire de Sainte-Françoise          | Agriculteur |
| Les données manquantes sont à compléter. |          |                  |                                    |             |